# Jungingen
Jungingen ist eine Gemeinde knapp sieben Kilometer südöstlich von Hechingen im baden-württembergischen Zollernalbkreis.

## Geographie

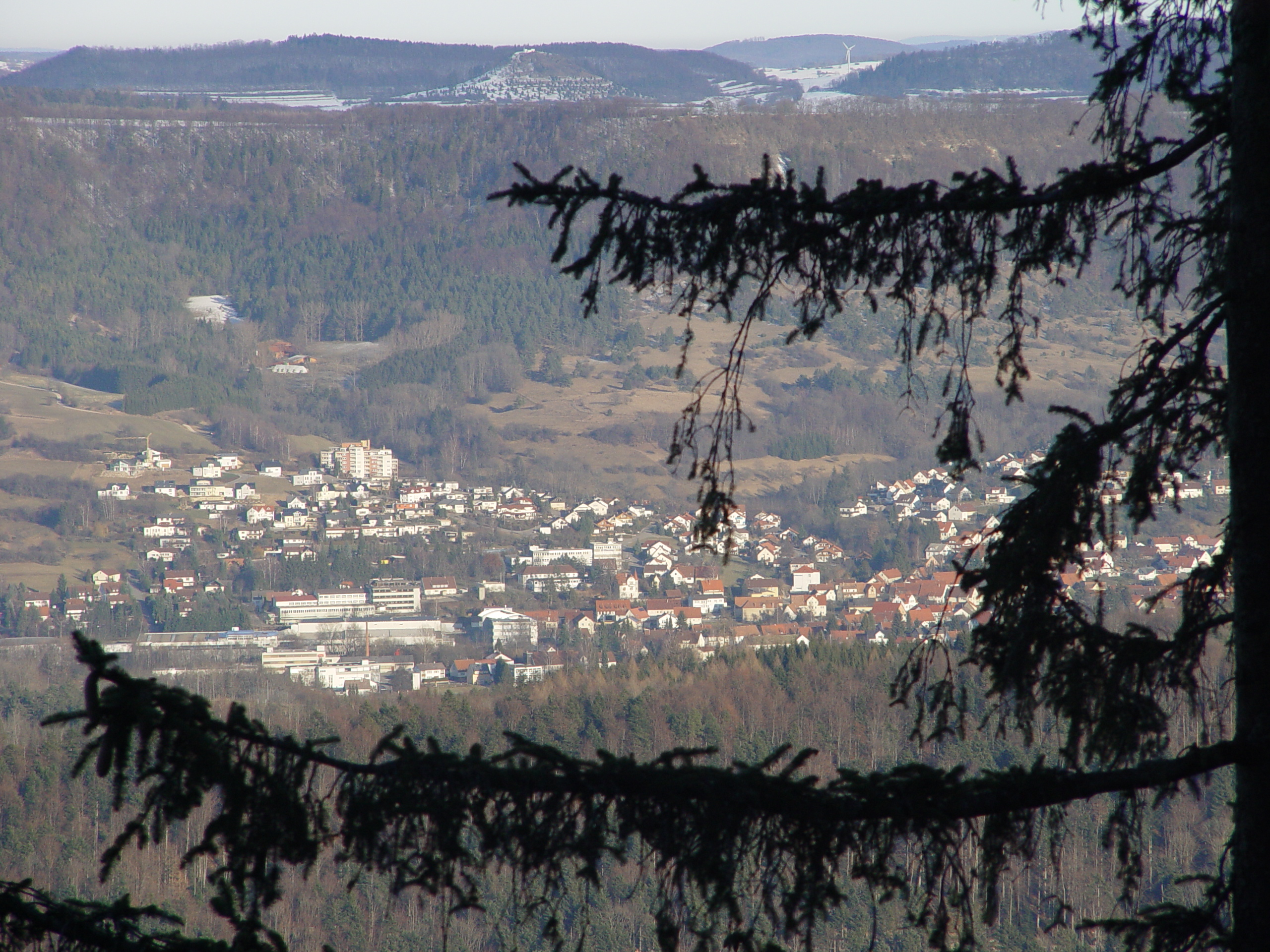
Jungingen vom Raichberg im Südwesten aus gesehen, im Hintergrund der Kornbühl

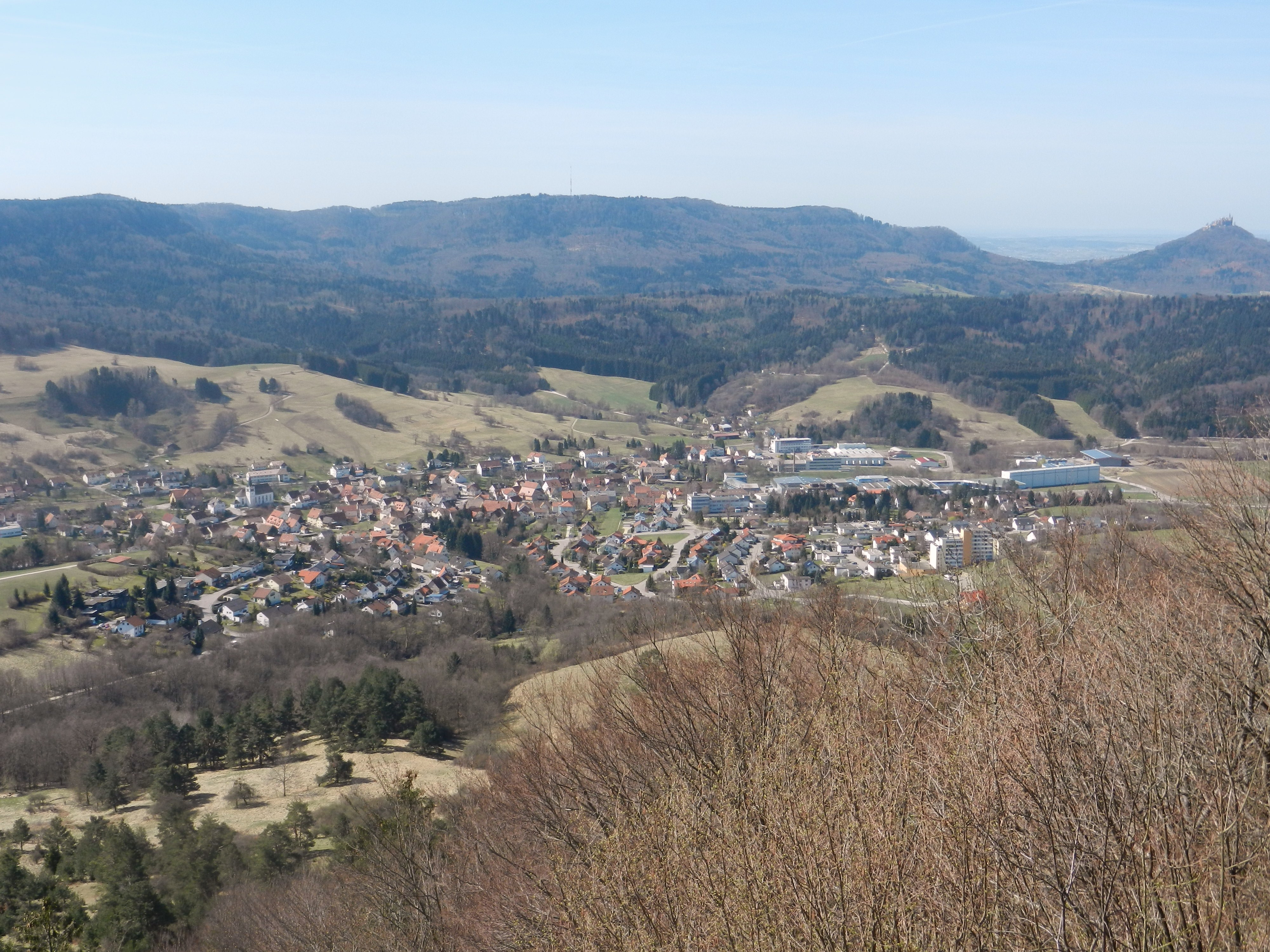
Nordostansicht von Jungingen, im Hintergrund der Raichberg und die Burg Hohenzollern

### Geographische Lage
Jungingen liegt auf 597 m ü. NN im hier zu einem kleinen Kessel geweiteten Tal der Starzel, die nach Nordwesten zum Neckar entwässert. Das Steiltal, das der Fluss in die Schwäbische Alb gegraben hat, heißt Killertal nach dem nächsten Dorf Killer flussaufwärts. Weniger als 1,5 km entfernt ragt im Nordosten des Dorfes über Hangwald der Köhlberg (853 m ü. NN) auf, ein kleiner Sporn der waldfreien Albhochfläche rechts des Tales, linksseitig läuft im Süden des Dorfes die Alb im größeren und gänzlich bewaldeten Himberg (854 m ü. NN) aus.

### Gemeindegliederung
Zur Gemeinde Jungingen gehören das Dorf Jungingen und das Gehöft Bürglishof.
In der Gemeinde liegt die Wüstung Weiler ob Schlatt. Der Ort wurde 1355 erstmals erwähnt und 1393 von den Herren von Lichtenstein an die Zollern verkauft. Zuletzt bestand lediglich noch ein fürstlicher Hof, der 1780 durch die Gemeinde Jungingen gekauft und aufgeteilt wurde und die 1806 abgebrochene Katharinenkapelle.

### Nachbargemeinden
Folgende Städte und Gemeinden grenzen an Jungingen:
- westlich Hechingen
- östlich Burladingen
- auf dem Himberg im Süden für ein kurzes Stück Albstadt

### Schutzgebiete
Im Osten der Gemeinde liegt das Naturschutzgebiet Bürgle, eine Wacholderheide am Unterhang des Albtraufs. Das restliche Gemeindegebiet gehört, abgesehen vom besiedelten Bereich, zum Landschaftsschutzgebiet Oberes Starzeltal und Zollerberg. Große Teile der Gemarkung gehören zudem zu den FFH-Gebieten Reichenbach und Killertal zwischen Hechingen und Burladingen im Norden und Gebiete um Albstadt im Süden. Die Gemeinde liegt zudem im Vogelschutzgebiet Südwestalb und Oberes Donautal.

## Geschichte

### Mittelalter und frühe Neuzeit
Der Ort wurde erstmals 1075 urkundlich erwähnt.
Auf dem einen Kilometer südlich des Dorfes gelegenen Hügel „Bürgle“ stand die Burg der Adeligen von Jungingen, die Burg Hohenjungingen. Um 1278 ging sie an den Johanniterorden über und kam um 1300 an Graf Eberhard I. von Württemberg. 1311 wurde die Burg im Städtekrieg von Reutlingen zerstört, wobei auch das Dorf niedergebrannt wurde.
Die bedeutendsten Träger des Namens Jungingen waren die beiden Hochmeister-Brüder des Deutschen Ritterordens, Konrad von Jungingen und Ulrich von Jungingen. Unter Konrad erlebte das Deutschordensland in Preußen seine höchste Blüte (1393–1407). Ulrich fiel in der Schlacht bei Tannenberg (1410), die den Niedergang des Ordensstaates in Preußen einleitete.
Im Jahre 1473 kam das Dorf zum Haus der schwäbischen Hohenzollern und war seit dem 16. Jahrhundert Teil der Grafschaft Hohenzollern-Hechingen.

### In preußischer Zeit
In der Folge der Wirren durch die Märzrevolution dankte Fürst Konstantin ab, und Jungingen wurde 1850 dem nun preußischen Oberamt Hechingen als Teil der Hohenzollernschen Lande zugeordnet. 
Die Industrialisierung in Jungingen begann in preußischer Zeit. Zunächst waren es die Handwerker, die ihre Holzwaren fertigten, und die Händler, welche diese und andere Waren wie Peitschen und Textilien verkauften. Anschließend waren es die Feinmechaniker, die in Jungingen für Arbeit, Einkommen und damit für Wohlstand sorgten. Zu dieser Zeit gründete Ludwig Bosch eine Waagenfabrik, nachdem er als Lehrling in Onstmettingen die neuen Erkenntnisse über die von „Mechaniker-Pfarrer“ Philipp Matthäus Hahn entwickelte Pendelwaage gewonnen hatte. Um die Mitte des 19. Jahrhunderts registrierte man 850 Gemeindeeinwohner.
Im Jahre 1925 kam die Gemeinde zum neuumrissenen Landkreis Hechingen.

### Nachkriegszeit
Nach dem Ende des Zweiten Weltkriegs fiel Jungingen 1945 der Französischen Besatzungszone zu und wurde deshalb Teil des Nachkriegslandes Württemberg-Hohenzollern, welches 1952 im Bundesland Baden-Württemberg aufging. Seit der Kreisreform von 1973 ist Jungingen eine Gemeinde des neugebildeten Zollernalbkreises.
Jungingen hat sich in den letzten Jahrzehnten vom Bauern- und Handwerkerdorf zu einer Industrie- und Wohngemeinde entwickelt. Um die Mitte des 20. Jahrhunderts lebten rund 1200 Personen in Jungingen, heute zählt die Gemeinde knapp 1500 Einwohner.
Am Abend des 2. Juni 2008 wurden die Bewohner Jungingens und des restlichen Killertals Opfer von schweren Überschwemmungen, die durch ein heftiges Gewitter ausgelöst wurden. Zwei Frauen starben, nachdem ihr Fahrzeug von den Wassermassen in den überfluteten Dorfbach Starzel gespült wurde. In der Nachbarstadt Hechingen ertrank eine Frau in ihrem Keller, als sie von dem eindringenden Hochwasser überrascht wurde. Es wurden Niederschlagsmengen von 50 bis 80 Litern pro Quadratmeter gemessen, die Schäden beliefen sich auf Millionen. Über 1000 Einsatzkräfte des Technischen Hilfswerks und der Feuerwehr waren stundenlang im Einsatz, um vom Wasser eingeschlossene Personen zu retten.

## Politik

### Gemeinderat
Der Gemeinderat in Jungingen hat zehn Mitglieder. Er besteht aus den gewählten ehrenamtlichen Gemeinderäten und dem Bürgermeister als Vorsitzendem. Der Bürgermeister ist im Gemeinderat stimmberechtigt. Die Kommunalwahl am 9. Juni 2024 führte zu folgendem vorläufigen Endergebnis:
| Parteien und Wählergemeinschaften | Parteien und Wählergemeinschaften | % 2024  | Sitze 2024 | % 2019 | Sitze 2019 | Kommunalwahl 2024 %6050403020100 55,96 %44,04 % FWCDUGewinne/Verlusteim Vergleich zu 2019 %p 4 2 0 −2 −4+3,76 %p−3,76 %pFWCDU |
| FW                                | Freie Wähler                      | 55,96   | 6          | 52,2   | 5          | Kommunalwahl 2024 %6050403020100 55,96 %44,04 % FWCDUGewinne/Verlusteim Vergleich zu 2019 %p 4 2 0 −2 −4+3,76 %p−3,76 %pFWCDU |
| CDU                               | Christlich Demokratische Union    | 44,04   | 4          | 47,8   | 5          | Kommunalwahl 2024 %6050403020100 55,96 %44,04 % FWCDUGewinne/Verlusteim Vergleich zu 2019 %p 4 2 0 −2 −4+3,76 %p−3,76 %pFWCDU |
| gesamt                            | gesamt                            | 100,0   | 10         | 100,0  | 10         | Kommunalwahl 2024 %6050403020100 55,96 %44,04 % FWCDUGewinne/Verlusteim Vergleich zu 2019 %p 4 2 0 −2 −4+3,76 %p−3,76 %pFWCDU |
| Wahlbeteiligung                   | Wahlbeteiligung                   | 68,33 % | 68,33 %    | 67,0 % | 67,0 %     | Kommunalwahl 2024 %6050403020100 55,96 %44,04 % FWCDUGewinne/Verlusteim Vergleich zu 2019 %p 4 2 0 −2 −4+3,76 %p−3,76 %pFWCDU |

### Bürgermeister
- 1966–1986: Norbert King (CDU)
- 1986–1995: Jürgen Weber (FW)
- 1996–2020: Harry Frick
- seit 2020: Oliver Simmendinger

### Raumplanung
Jungingen gehört zusammen mit Hechingen, Burladingen, Bisingen, Rangendingen, Grosselfingen und Haigerloch als Teil der Raumordnungs- und Planungsregion Neckar-Alb zum Mittelbereich Hechingen. Ferner ist Jungingen zusammen mit Rangendingen Mitglied der Verwaltungsgemeinschaft Hechingen.

## Kirche

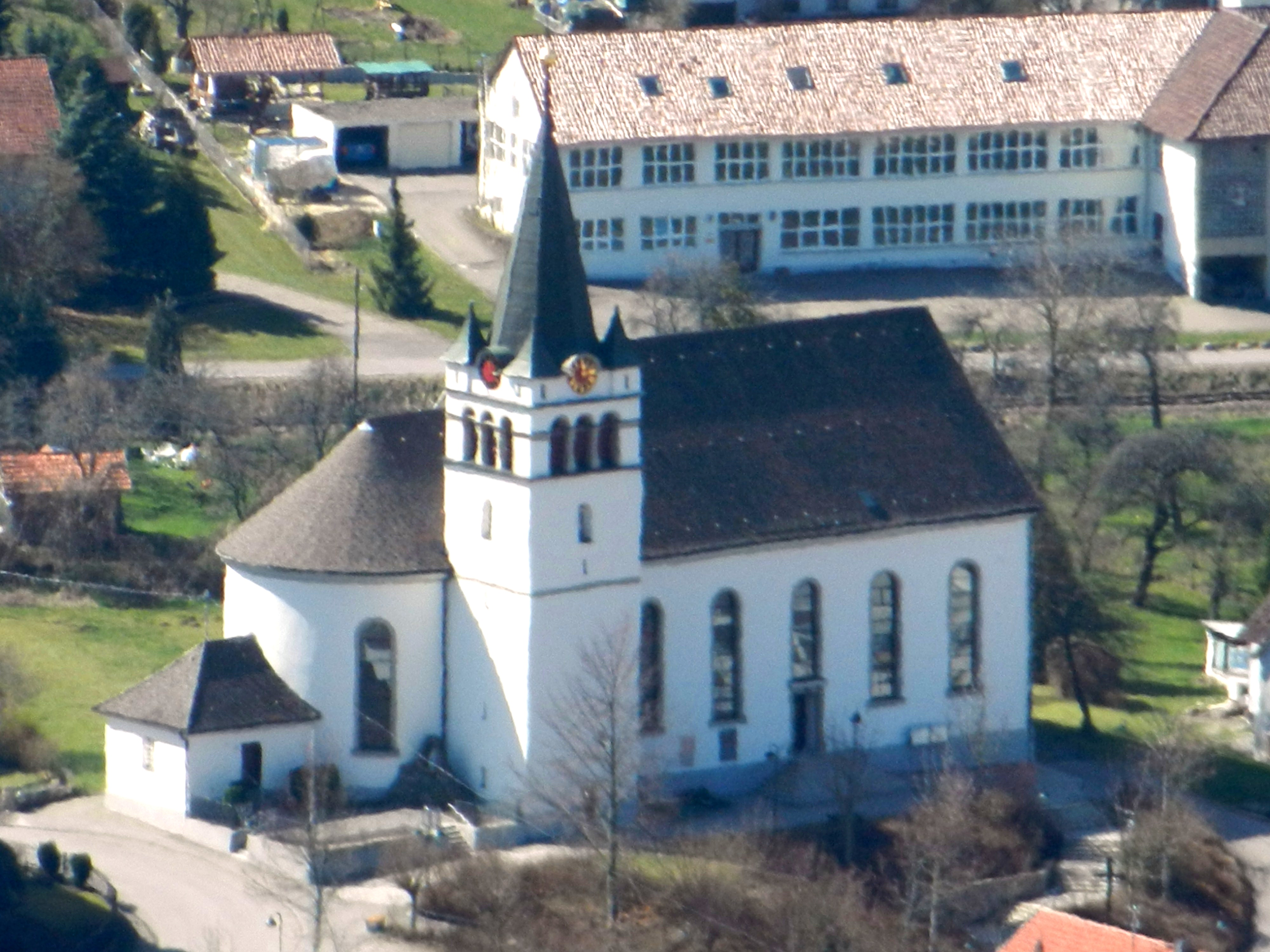
St. Silvester

1466 wurde die Junginger Kirche erstmals urkundlich erwähnt. Sie dürfte die frühere Kirche, die Kapelle auf der Lehr, heute: St.-Anna-Kapelle, ersetzt haben. Aufgrund von Platzmangel begann man im 15. Jahrhundert, am heutigen Standort die Kirche St. Silvester zu errichten. Dazu gehörte ein sehr massiver Kirchturm, der erhalten geblieben ist, während das heutige Kirchengebäude im Jahr 1819 errichtet wurde. Dieses Projekt hat 16.999 Gulden gekostet.
Der Turm bietet Platz für ein sechsstimmiges Geläut. Darunter ist die Evangelisten- oder auch Bauernglocke aus dem 14. Jahrhundert, die Jungingens bedeutendstes Kulturdenkmal ist. Eine weitere Glocke stammt aus dem 15., die vier restlichen aus dem 20. Jahrhundert.
Die Kopie des Gnadenbildes der Mutter Gottes aus Einsiedeln in der Schweiz, die sich seit dem 25. März 1935 am Gnadenaltar der Kirche befindet, führte dazu, dass auch hier eine Wallfahrt entstand.
Die römisch-katholische Kirchengemeinde St. Silvester gehört zur Seelsorgeeinheit Burladingen-Jungingen im Dekanat Zollern des Erzbistums Freiburg.

## Verkehr
Den Öffentlichen Nahverkehr betreibt der Verkehrsverbund Neckar-Alb-Donau (naldo); die Gemeinde liegt in der Wabe 332. Jungingen ist mit dem Bahnhof Jungingen (Hohenz) Regionalbahn-Halt an der Bahnstrecke Hechingen–Gammertingen der Hohenzollerischen Landesbahn. An Wochenenden ist der Zugverkehr im Killertal ausgedünnt und wird größtenteils durch die Buslinie 9 der Hohenzollerischen Landesbahn ersetzt.
Parallel zur Bahnstrecke verläuft die Bundesstraße 32 durch Jungingen, die die Gemeinde im nahen Hechingen mit der autobahnähnlich ausgebauten Bundesstraße 27 und in der Gegenrichtung über Sigmaringen mit Ravensburg und dem Allgäu verbindet.
Ebenfalls parallel zu Bahn und B 32 verläuft der Hohenzollern-Radweg durch Jungingen. Dieser führt vom Bodensee über die hohenzollerischen Städte Sigmaringen und Hechingen und über Rottenburg am Neckar und Esslingen nach Weinstadt im Rems-Murr-Kreis.

## Wirtschaft und Infrastruktur
Im Killertal fand die Bevölkerung einen besonderen Weg, um mit der extremen wirtschaftlichen Not, wie sie auch hier im 18. und 19. Jahrhundert herrschte, fertig zu werden: Direktvermarktung von Obst, Faßhahnen, Kochlöffeln, Strümpfen, Textilien, Tellern, Schwefelhölzern und Peitschen im Hausierhandel

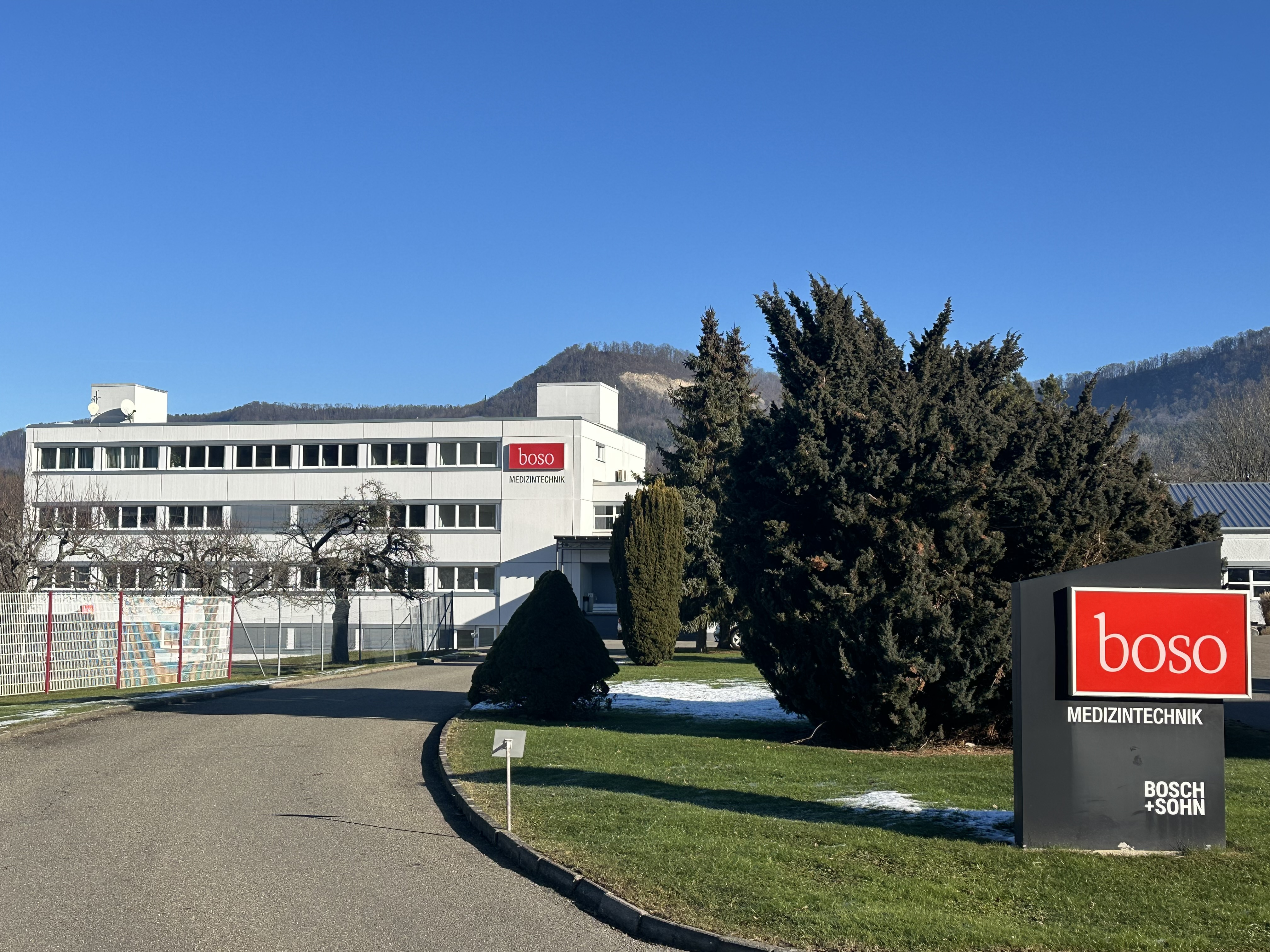
Bosch + Sohn in Jungingen

1931 wurde die Firma Gebrüder Winter OHG gegründet. Anfänglich wurden meteorologische Geräte produziert. Heute ist die Firma Winter Spezialist für mechanische Flugzeug-Bordgeräte.
Bosch + Sohn, ein Hersteller von Blutdruckmessgeräten, hat in Jungingen seinen Sitz.
Im Jahr 2022 erzielte Jungingen Einnahmen aus der Gewerbesteuer in Höhe von 2,65 Millionen Euro. Mit einem Gewerbesteuerhebesatz von 340 % liegt die Gemeinde unter dem durchschnittlichen Gewerbesteuerhebesatz Deutschlands. Dieser beträgt 407 % (Stand: 2023).
In Jungingen gibt es eine Grundschule mit rund 100 Schülern.

## Persönlichkeiten

### Söhne und Töchter der Gemeinde
- Johann Baptist Diebold (1807–1885), Pfarrer und Abgeordneter
- Lambert Bumiller (1852–1908), Pfarrer, Reichstags- und Landtagsabgeordneter
- Friedrich Wilhelm Deckel (1871–1948), Feinmechanikunternehmer
- Casimir Bumiller (1895–1973), Schriftsteller und Heimatforscher
- Jürgen Marek (* 1951), Fußballspieler
- Matthias Bumiller (* 1964), Illustrator und Buchgestalter

### Personen, die mit der Gemeinde in Verbindung stehen
- Konrad von Jungingen (1355–1407), Hochmeister des Deutschen Ordens
- Ulrich von Jungingen (1360–1410), Hochmeister des Deutschen Ordens
- Alexander Pick (* 1959), ehemaliger Hochschul- und Polizeipräsident, lebt und ist Gemeinderat in Jungingen
- Alessa-Catriona Pröpster (* 2001), Radsportlerin und Olympiateilnehmerin, lebt in Jungingen